# Monjombo (peuple)
Pour les articles homonymes, voir Monjombo.
Les Monjombo sont une population d'Afrique centrale vivant en république du Congo, en république démocratique du Congo et en République centrafricaine. 

## Culture

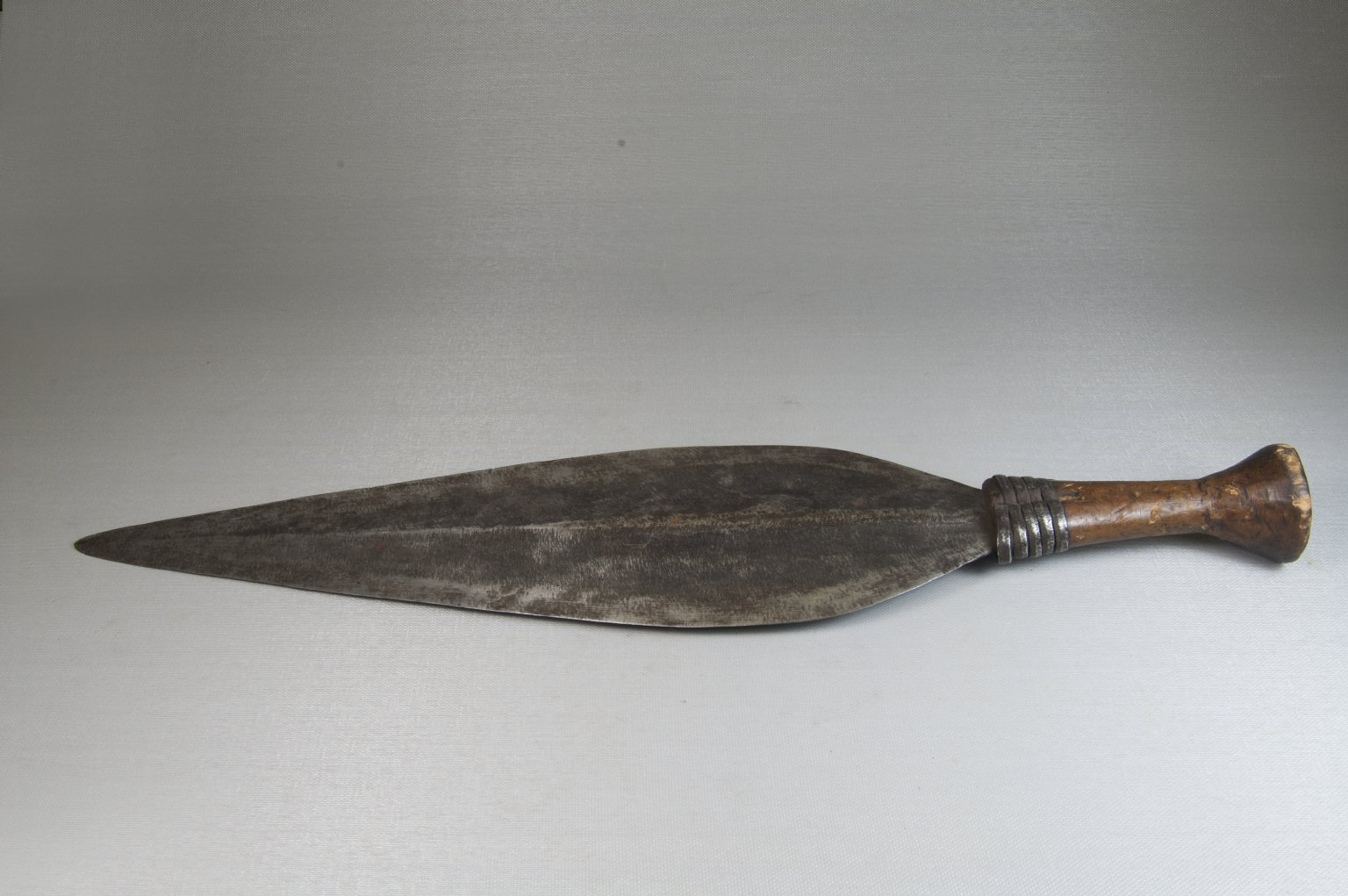
Couteau buaka ou monjombo

## Ethnonymie
Selon les sources et le contexte, on observe quelques variantes : Mondjombo, Mondjombos, Monjombos, Monzombo, Nzombo.

## Langue
Leur langue est le monjombo, une langue adamawa-oubanguienne. Le nombre total de locuteurs a été estimé à 12 600, dont 6 000 en République du Congo (1993), 5 000 en République démocratique du Congo (1986) et 1 600 en République centrafricaine (1996).